# Дейч Макс Абелевич
Макс (Мендель) Абелевич Дейч (квітень 1885, місто Динабург (Двінськ) Вітебської губернії, тепер місто Даугавпілс, Латвія —  розстріляний 30 жовтня 1937, місто Москва, Російська Федерація) — радянський діяч, голова Саратовської та Одеської губернських надзвичайних комісій (губЧК), заступник народного комісара легкої промисловості СРСР. Член Комісії радянського контролю при РНК СРСР у 1934—1937 роках.

## Життєпис
Народився в єврейській родині візника. Навчальні заклади не закінчував, займався самоосвітою. З 1900 по 1902 рік працював шорником у шорних, шкіряних та шевських майстернях міста Динабурга (Двінська).
Член Бунду з 1900 по 1908 рік.
У 1902—1905 роках — на підпільній бундівській партійній роботі в містаж Режиця, Себеж, Вільно, Гродно, Ковно, Сувалки.
У лютому 1905 року заарештований за участь у терористичних актах (вбивстві приставів). 13 червня 1905 року Воєнно-окружним судом засуджений до смертної кари через повішання, заміненої довічною каторгою. У 1905—1907 роках перебував у в'язницях Вільна, Мінська, Смоленська та Бутирській в'язниці Москви. З 1907 року — на каторжних роботах на будівництві Амурської колісної дороги. У 1908 році втік із каторги через Маньчжурію до міста Вільно, звідки переправлений ЦК Бунду до Сполучених Штатів Америки (США). 
Член Американської соціалістичної партії з 1908 по 1917 рік. З 1908 по 1910 рік був членом Єврейської секції АСП.
З 1910 по 1912 рік працював маляром на підприємствах Бостона, з 1912 по 1917 рік — на підприємствах Нью-Йорка і Детройта (США). Брав участь у діяльності профспілок, очолював Детройтський малярний цех.
У лютому 1917 року переїхав до Стокгольма (Швеція), де був затриманий «за звинуваченням у більшовизмі». У листопаді 1917 року повернувся до Росії.
Член РСДРП(б) з листопада 1917 року.
У листопаді 1917 — лютому 1918 року — експедитор редакції газети «Саратовские Известия», начальник загону Червоної гвардії в Саратові.
12 лютого — 5 травня 1918 року — комісар відділу по боротьбі з контрреволюцією при виконавчому комітеті Саратовської губернської ради.
У травні — червні 1918 року — член Саратовської губернської надзвичайної комісії (губЧК), комісар революційної охорони Саратова.
У липні 1918 — лютому 1919 року — начальник Саратовського губернського управління робітничо-селянської міліції.
28 лютого — 19 травня 1919 року — голова Саратовської губернської надзвичайної комісії (губЧК).
У травні — вересні 1919 року — член трійки оперативного Штабу ВЧК при РНК РРФСР, начальник залізничної міліції, член колегії Головного управління робітничо-селянської міліції ВЧК при РНК РРФСР.
У жовтні 1919 — березні 1920 року — член колегії Секретного відділу ВЧК при РНК РРФСР у Москві.
У березні — серпні 1920 року — товариш (заступник) голови Одеської губернської надзвичайної комісії (губЧК).
10 серпня 1920 — листопад 1921 року — голова Одеської губернської надзвичайної комісії (губЧК).
У листопаді 1921 року через хворобу відправлений в довгострокову відпустку. З лютого по вересень 1922 року лікувався в Криму. За деякими джерелами, в 1922 році був виключений з РКП(б), але незабаром поновлений.
З вересня 1922 по лютий 1923 року — заступник начальника Економічного управління ДПУ РРФСР.
У лютому 1923 — 1926 року — голова правління Камвольного тресту, заступник голови правління акціонерного товариства «Вівчар».
У 1926—1927 роках — голова правління 1-го Державного вовняного тресту в Москві.
У 1927 — вересні 1930 року — заступник начальника, начальник Управління вовняної промисловості Всесоюзного текстильного синдикату Вищої ради народного господарства (ВРНГ) СРСР. У 1930 році — член президії, начальник сектора постачання і збуту ВРНГ СРСР.
У вересні 1930 — травні 1931 року — голова правління союзного тресту (об'єднання) вугільної промисловості Харківського промислового району («Харківвугілля») в місті Харкові.
У травні 1931 — березні 1932 року — голова правління Всесоюзного об'єднання вовняної та валяльно-повстяної промисловості «Союзвовна» ВРНГ СРСР.
У березні 1932 — лютому 1934 року — начальник Головного управління вовняної промисловості Народного комісаріату легкої промисловості СРСР, заступник народного комісара легкої промисловості СРСР.
У березні 1934 — червні 1937 року — член Бюро, керівник групи легкої промисловості Комісії радянського контролю при РНК СРСР.
27 червня 1937 року заарештований органами НКВС. Засуджений Воєнною колегією Верховного суду СРСР 29 жовтня 1937 року до страти, розстріляний наступного дня. Похований на Донському цвинтарі Москви.
2 червня 1956 року посмертно реабілітований.

## Нагороди
- орден Червоного Прапора (1921)
- знак «Почесний працівник ВНК—ОДПУ» (1922, 1927)
- нагородна зброя (1932)